# Oil check
Een oil check is een controle van wegrace-motorfietsen op olielekkage, die vroeger vaak werd uitgevoerd aan het einde van de pitsstraat voordat de motoren de pits verlieten.
De oil check was nodig omdat viertaktmotoren ergens een hoeveelheid olie mee moeten voeren, hetzij in een olietank, hetzij in de carterpan. Lekkages zorgden voor gladde stukken op de circuits. Ook een valpartij kon olielekkage veroorzaken. Met de komst van de tweetaktmotoren was dit probleem grotendeels opgelost: zij mengden de olie in de benzine.
In de overgangsjaren van vier- naar tweetaktmotoren waren het vaak de internationale rijders die een (snellere) tweetaktmotor hadden, terwijl de nationale rijders het met de verouderde viertakten moesten doen. De internationale rijders eisten dan vaak uitgebreide oil checks, zowel aan de motorfietsen als op het circuit.